# Горіш
Горіш (нім. Gohrisch) — громада в Німеччині, розташована в землі Саксонія. Входить до складу району Саксонська Швейцарія — Східні Рудні Гори. Складова частина об'єднання громад Кенігштайн.
Площа — 34,78 км2. Населення становить 1792 ос. (станом на 31 грудня 2020).

## Галерея

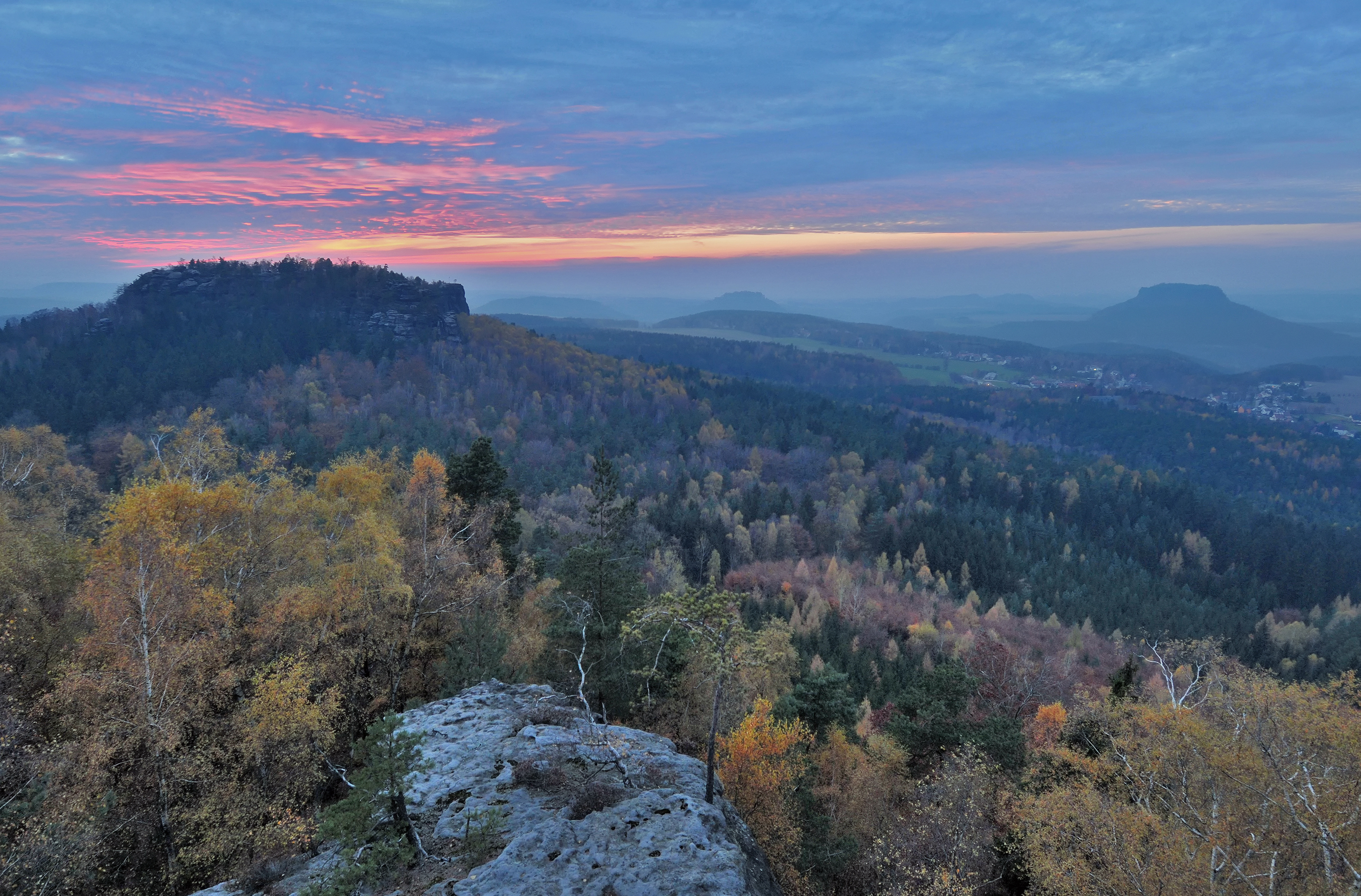
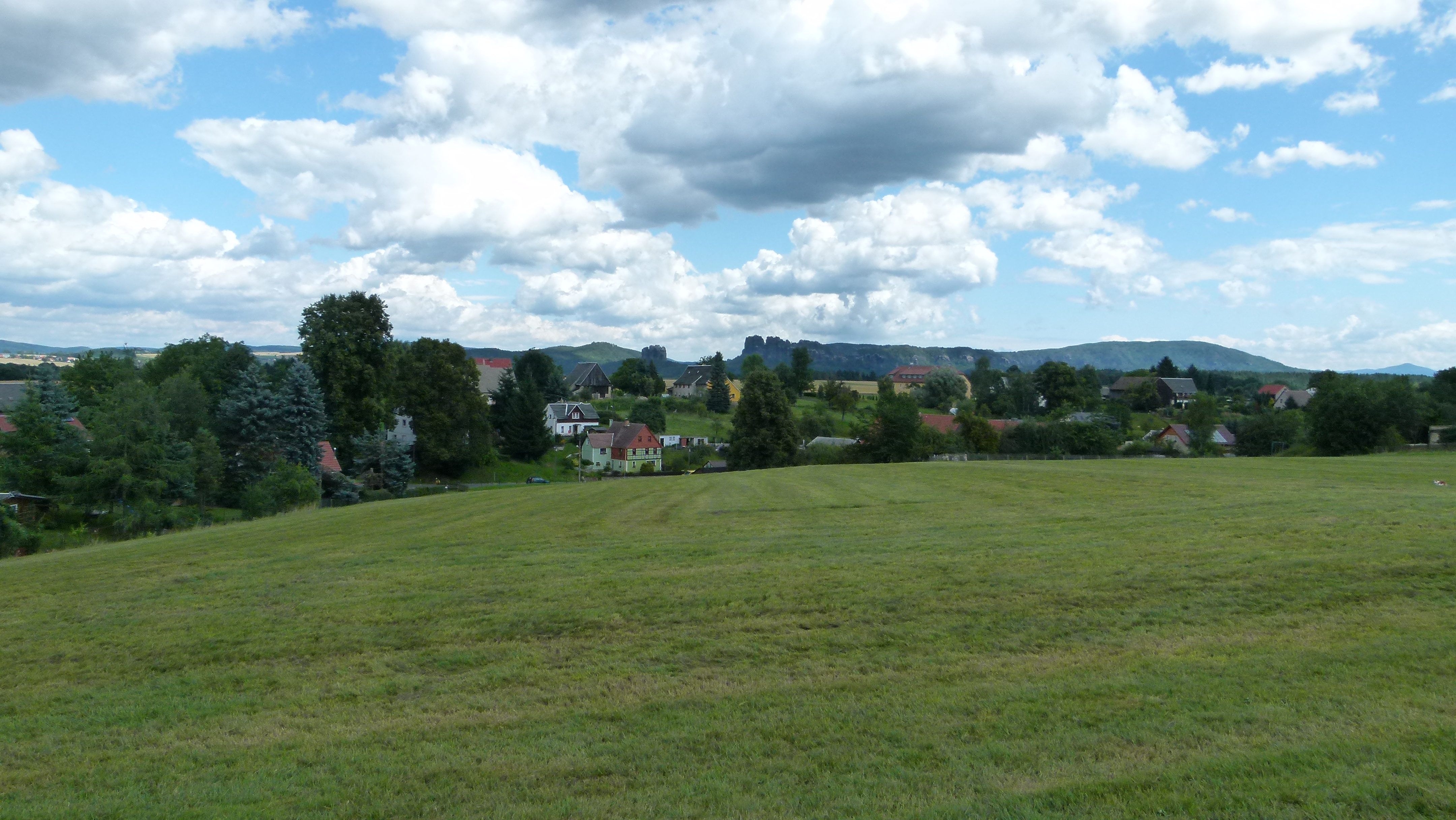
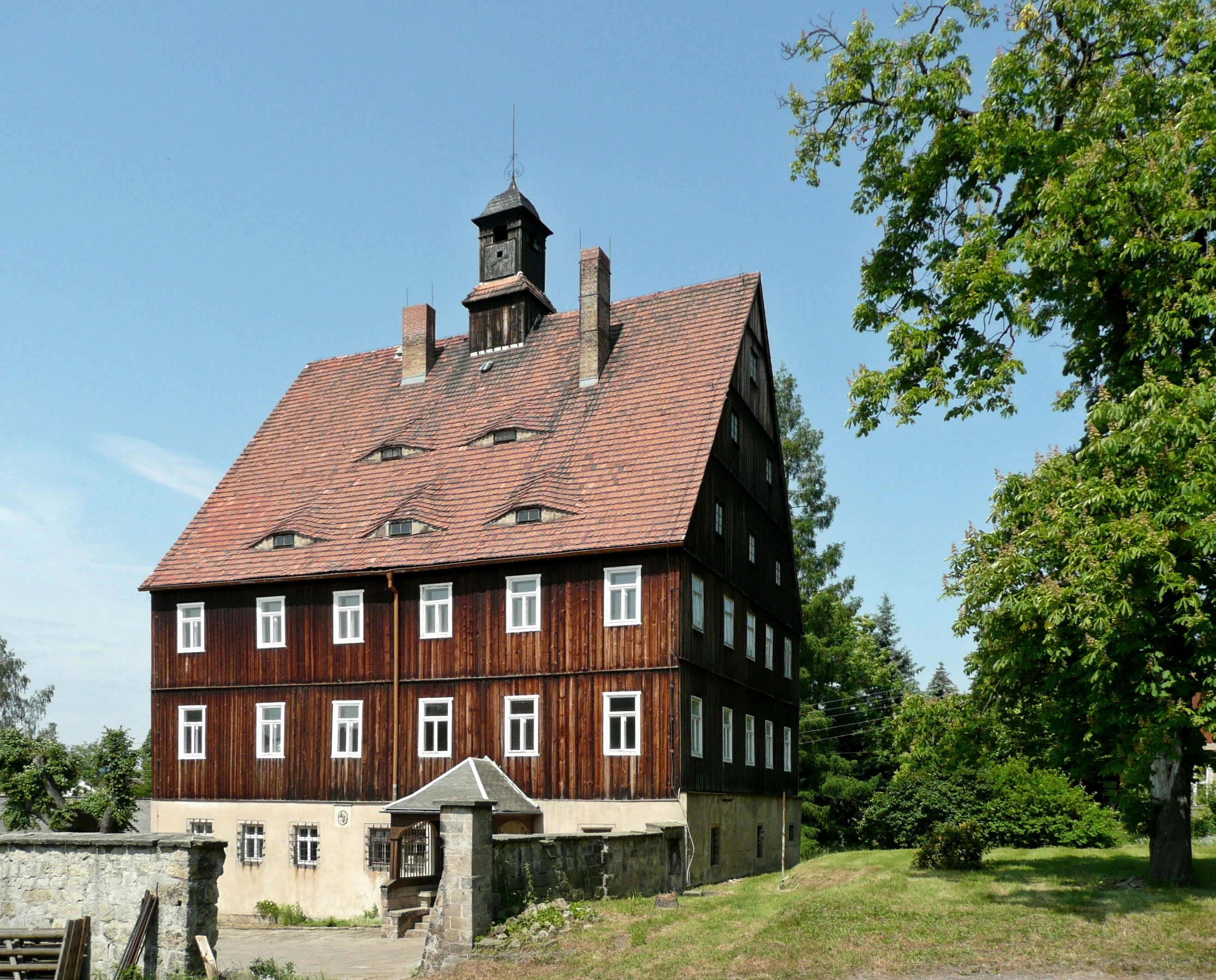
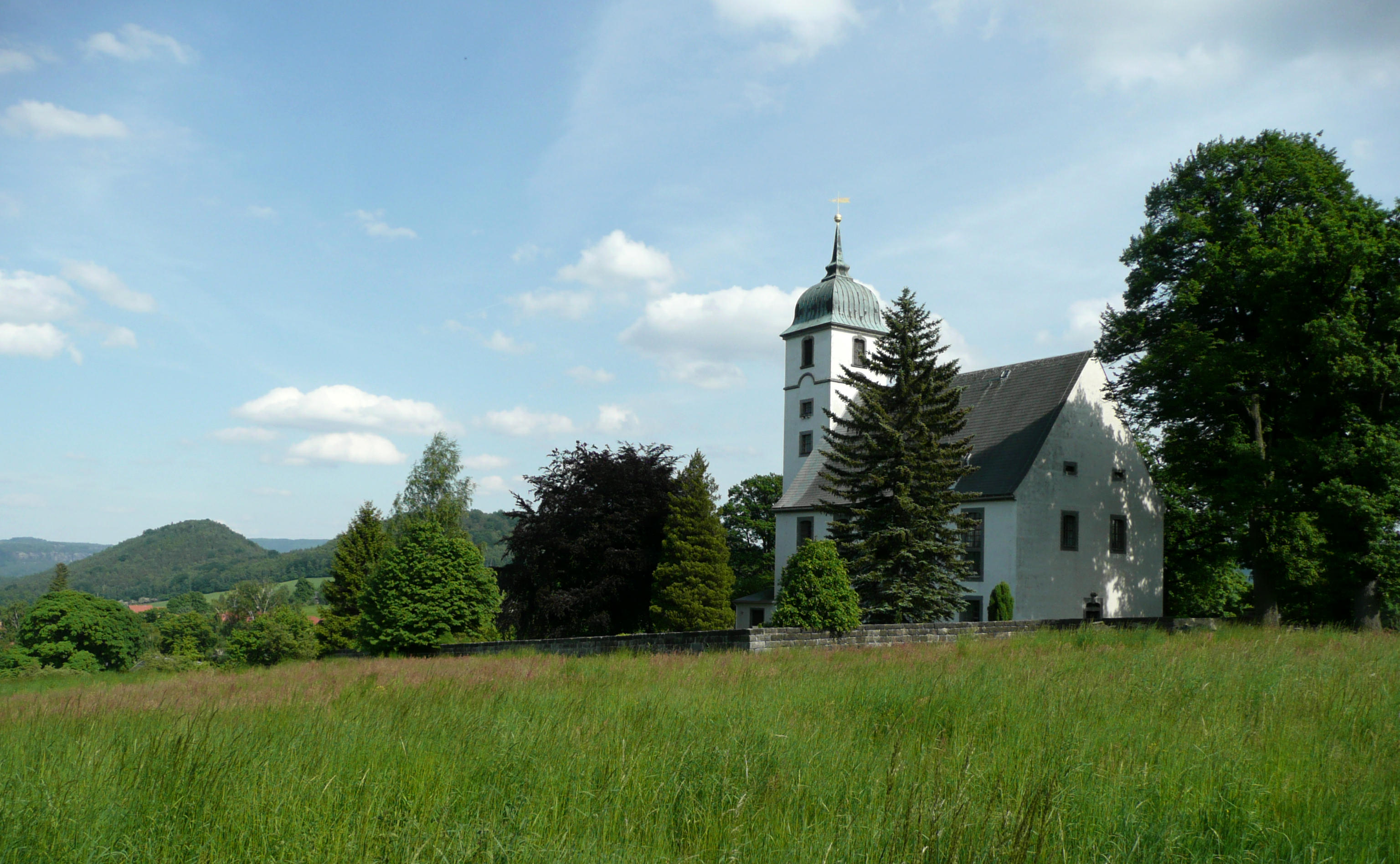
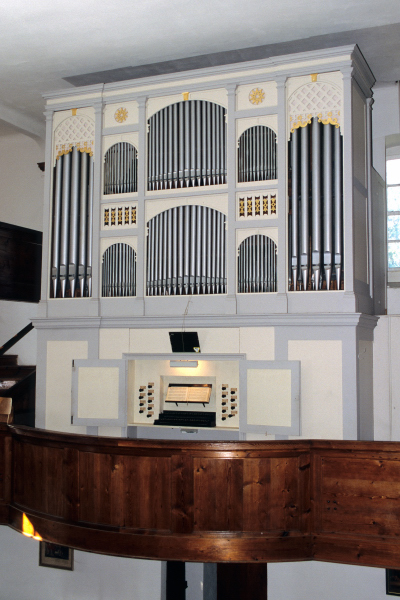